# Andreas Floijerus
Andreas Laurentii Floijerus, född 1617 i Barkeryds församling, död 1673, var en svensk präst.

## Biografi
Andreas Floijerus föddes 1617 i Barkeryds församling. Han var son till kyrkoherden Laurentius Andreæ den yngre och Elisabet. Floijers var student vid Dorpats universitet och disputerade 1640, 1644, 1646 och 1647. Han prästvigdes 1650 i Dorpat och var under 8 år rektor vid Nyenskans trivialskola i Ingermanland. Vid anfallet från Ryssland flydde han tillsammans med hustru och barn till Barkeryds socken 1657. Floijerus blev 1662 kyrkoherde i Fryele församling och 1672 kontraktsprost i Östbo kontrakt. Han avled 1673 och begravdes av biskopen Johannes Baazius den yngre.

### Familj
Floijerus var gift med Elisabet Zachrisdotter Torpadia (1639–1711). Hon var dotter till kyrkoherde Zacharias Jonæ Torpadius i Torpa församling. De fick tillsammans barnen Lars Floijerus, Elisabet Floijerus och Kirstin Floijerus (död 1735) som var gift med Anders Svensson i Musebo.